# 스위스 북동부 철도
스위스 북동부 철도(Schweizerische Nordostbahn, NOB)는 스위스의 초기 철도 회사이다. 또한 보덴호와 취리히호에서 선박을 운항했다. 1890/91년 서부 스위스 철도가 쥐라-심플론 철도(JS)로 합병될 때까지는 스위스 최대 철도 회사였다.

## 역사
스위스 북동부 철도는 1853년 7월 1일 스위스 북부 철도와 취리히호 보덴호 철도의 합병으로 만들어졌다. 원래 계획된 바덴에서 바젤까지 북부 철도의 지속은 취리히, 아르가우 및 바젤주의 서로 다른 이해관계로 인해 처음에 실패했다.
합병의 주요 개시자는 이전에 취리히-콘스탄스호 철도를 이끌었던 취리히에 기반을 둔 사업가 알프레드 에셔였다. 그는 공적 자금 대신 민간 투자자가 철도 자금을 조달하는 것을 도왔다. 그는 철도의 대규모 자본 요구 사항을 충족하기 위해 스위스 은행의 설립을 제안했다.
NOB는 화물 운송을 생성하기 위해 외국과의 연결을 구축하기 위해 노력했다. 취리히에서 보덴호로의 직접적인 연결을 처음 열었다. 따라서 장크트갈렌에 기반을 둔 스위스 연합 철도(VSB)의 직접적인 경쟁자가 되었다. NOB는 1855년 5월 16일 로만스호른에서 빈터투어까지 노선을 개통했다. 취리히-빈터투어 연장 노선은 1855년 12월 27일 빈터투어에서, 1856년 6월 26일 취리히 욀리콘까지 2단계로 개통되었다. 이것은 취리히와 바덴 사이의 이전 북부 철도와 연결되었다. 철도의 도착으로 평화로운 로만스호른 마을은 스위스 동부에서 가장 중요한 교통 허브 중 하나로 성장했다. NOB는 1855년에 콘스탄스 호수에서 운송 서비스를 시작했다. 로만스호른과 프리드리히 스하펜(독일) 간의 기차 페리 서비스는 1869년에 설립되었다. 이이로 인해 NOB는 철도 시설을 확장하고 (면적별로 측정된) 콘스탄스 호수에 가장 큰 항구를 건설하게 되었고, 이 항구는 해안을 높여야 했다.
NOB는 1856년에 빈터투어-샤프하우젠 철도에 대한 작업을 시작했으며, 1857년 4월 16일에 개통되었다. 취리히와 바덴 사이의 구 북부 철도 노선은 서쪽으로 연장되었다. 바덴에서 브리크까지 연결되는 바덴-아라우 철도 구간은 1856년 9월 29일에 개통되었다. 아라우로 가는 나머지 노선은 1858년 5월 15일에 개통되었다. 스위스 북동부 철도망(NOB)과 스위스 중앙 철도 네트워크가 아르가우-졸로투른 주 국경인 뵈쉬나우에서 연결되었다는 것은 취리히가 바젤과 연결되었다는 것을 의미했다.
1859년 8월 18일, NOB는 투르기-발트슈트 노선의 개통으로 외국과의 직접적인 연결을 완료할 수 있었다. 이로써 북동부 철도의 주요 네트워크가 완성되었다. 스위스로 가는 가장 중요한 북쪽 관문은 바젤이었지만, SCB에 의해 통제되었다. 화물 운송은 NOB의 가장 중요한 사업 부문으로 처음에는 좋은 수익을 얻었다.
NOB는 다른 철도 회사와 관련되었다. 1861년에 설립된 스위스 동서 철도(OWB)가 뇌브빌에서 베른 및 루체른을 거쳐 취리히까지 노선을 건설하려다가 파산한 후, NOB는 추크주 추크와 함께 루체른은 노선의 일부를 인수하여 취리히-추크-루체른 철도(ZZL)로 완성했으며, 1864년 6월 1일에 완공되었다.
NOB는 당시 다른 철도 회사와 마찬가지로 개인은행가의 단기 이익 극대화를 목표로 삼았다. 은행가들은 이윤을 확보하기 위해 경영진과 이사회에 임명되었다. 다른 주주의 권리는 보통주 사용으로 인해 훼손되었다. 그들은 정치적 영향력을 통해 세금과 보조금을 면제받았다. 알프레드 에셔는 NOB의 의장이자, 은행의 의장일 뿐만 아니라 취리히 집행 위원회의 구성원이자 34년 동안 국가 위원회의 구성원이었다. 유지 보수가 소홀히 되었고, 철도 회사의 자산이 곤두박질쳤다. 이미 1857년에 위기를 맞았고, 1867년에는 위기가 더욱 심화되었다.

### 철도위기
취리히 철도 거물의 행동으로 인해 스위스 국철(SNB)은 1872년부터 기존 철도 회사와 경쟁하기 위해 제네바호와 보덴호 사이에 두 번째 철도 연결을 시도했다. 방어 조치로 NOB와 SCB는 1873년에서 1882년 사이에 기존 네트워크를 확장했다. 두 회사는 동일한 지분으로 아르가우 남부 철도와 뵈츠베르크 철도(Bötzbergbahn)를 설립했다. 전자는 1873년에서 1882년 사이에 건설되어 개통되었다. 루퍼스빌-이멘제 철도 노선 1882년에 헨츠 치켄에서 브리크까지 지선으로 NOB와 SCB의 네트워크를 고트하르트 철도와 연결했다. NOB와 SCB는 취리히에서 바젤로의 직접적인 연결을 만들었다.
또한, 신임 CEO인 프리드리히 파이어 임 호프(Friedrich Peyer im Hof) 휘하의 NOB는 자체 망의 가속화된 확장을 통해 경쟁을 사전에 제거하려고 했다. 다양한 철도 노선에 대한 양보를 확보하고, 이러한 무익한 노선 건설을 위해 주 및 창립 위원회와 약속을 체결했다. 이로 인해 NOB는 돈을 빌리게 되어 막대한 부채가 발생했다. 재정적 어려움은 NOB를 붕괴 직전까지 몰고 왔다. 1873년에 시작된 취리히호 우안선 건설은 금융 위기로 인해 중단되어야 했다. 그러나 치겔브뤼케에 이르는 취리히호 좌안 철도는 1875년에 개통되었다. NOB는 배당금을 지급할 수 없었다. 1877년부터 몇 년 동안. 주식 가격은 1871년 스위스 프랑 (CHF) 670에서 1879년 스위스 프랑(CHF) 53으로 폭락했다. 총회가 의뢰한 조사에서 기업 지배 구조에서 심각한 실수가 발견되었다.
1877년 3월 2일 NOB는 연방 의회에 철도 건설 의무를 면제해 줄 것을 요청했다. 1878년 2월 14일 연방 의회는 건설 의무가 유지되지만, NOB의 재정 구조 조정이 완료될 때까지 연기된다는 합의를 확인했다. 소위 "모라토리엄 라인"(탈빌-추크, 에츠빌렌-샤프하우젠, 뷜라흐-샤프하우젠, 코블렌츠-슈타인, 딜스도르프-니더베닝엔 및 취리히호 우안선)의 건설 기간이 연장되었다. 글라루스주와의 합의에 따라 글라루스-린탈선의 완공 날짜가 1879년 5월 1일로 설정되었다. 배당금 지급은 1880년부터 1883년까지 중단되었다. 1887년 10월 25일에 연방 평의회는 NOB에 취리히호 우안선 건설을 시작하도록 지시했다. 나머지 모라토리엄 라인의 기한은 1888년 6월 27일로 설정되었다.
국철의 파멸적인 경쟁 프로젝트는 파산으로 끝났다. 참여하는 도시와 지자체는 수십 년 동안 빚을 져야했다. NOB는 1880년 10월 1일 건설 비용의 일부로 경쟁사의 네트워크를 인수했다. 초핑엔-주르 구간은 SCB에 재판매되었다.

### 복구와 국수주의
NOB의 상황은 1880년 이후 서서히 개선되었다. 교통량이 증가함에 따라 역이 확장되고 추가 철도 차량이 조달되었다. 1882년 알프레드 에셔가 사망한 후 아돌프 구이어-첼러가 NOB의 수장이 되었다.
철도 위기로 인해 많은 국내 주주들이 자신의 증권을 주요 외국 주주에게 매각했다. 철도 주식은 증권 거래소에 투기에 중요한 역할을 했다. 아돌프 구이어가 이끄는 금융 그룹은 회사 총회에서 과반수 의결권을 확보하여 이사회를 선출하고 이익에 협력할 사람들로 교체할 수 있었다.
대부분의 주식은 외국 소유였으며 채권의 대부분은 스위스 소유주였다. 당시 담보 스위스 철도 채권의 금리는 4%였다. 주식의 수익률을 높이기 위해 채권을 이자율 3.5%의 주식으로 전환했다. 이는 회사의 이자 부담을 줄이고 이익을 증가시켰다.
1885년 1월 8일, 빈터투어 - 취리히 열차는 정지 신호를 통과한 후 베팅엔에서 오는 열차와 충돌했다. 베팅엔에서 출발하는 기차는 취리히로 향하는 열린 선로의 교차로를 지나 제 바흐에서 뒤로 밀려났다. 이 사고로 7명의 사상자와 큰 재산 피해가 발생했다. 1898년 5월 30일, NOB 여객 열차가 1898년 5월 30일 루체른 근처의 귀치 터널 남쪽 출구에서 선로 공사로 분주했던 중앙 철도 노동자 그룹을 치었다. 7명의 철도 노동자가 즉시 사망하고 4명이 중상을 입었다. 1899년 6월 4일 취리히- 제네바 NOB의 야간 특급은 아라우의 지정된 정차 지점을 지나 두 대의 고정된 중앙 철도 기관차와 충돌했다. 이 사고로 2명이 사망하고 3명이 중상을 입었다.
다른 사철이 1896년에 가입한 철도 노동자의 노동 규정과 임금 요구는 이윤 지향적인 NOB의 저항에 부딪혔다. 이로 인해 1897년 NOB 직원과 노동 분쟁이 발생했다. 취리히에서는 많은 승객이 불만 사항을 기록했다. 때로는 우유가 부족했다. 5,000명의 직원은 41시간의 파업 끝에 자신들의 주장을 집행할 수 있었다. NOB에서의 쟁의행위는 1898년에 가장 큰 사철의 국유화를 승인한 국민투표를 실시하는 데 기여했다.
853km의 노선망을 갖춘 NOB와 스위스 콘스탄스호 차량은 1902년 1월 1일 스위스 연방 철도(SBB)의 소유로 넘어갔다.

## 선적 회사
운송은 호수에서 끝나는 철도 노선의 자연스러운 연속이었다. 승객 수송은 어렵지 않았다. 그러나 물품의 운송은 물품을 두 번 실어야 했기 때문에 훨씬 더 복잡하고 비용이 많이 들었다.

### 콘스탄스호
보덴호 항로는 스위스와 독일을 잇는 가장 중요한 교역로였다. 라인강은 1904년에 바젤로만 항해할 수 있게 되었다. NOB는 1855년 투르가우 및 슈타트 취리히와 함께 콘스탄스호에서 운송 서비스를 운영하기 시작했다. NOB는 1857년 1월 1일 스위스 라인강과 호수용 증기선 회사가 설립되었다. 1850년에 샤프하우젠에서 주 기업으로 설립되었으며, 이후 4년 동안 증기선 슈타트 샤프하우젠, 라인, 슈타트 장크트갈렌 및 보단 서비스에 투입되었다. 1863년 라인강에서의 선박 운항이 중단되고, 4척의 증기선이 로만스호른으로 이전되었다.
1861년 3월 11일, 증기선 슈타트 취리히가 바이에른 증기선 루드비크와 충돌하여 침몰했다. 3명이 생존하고 13명이 사망했다. 1864년 2월 12일 바이에른 증기선 쥐라도 취리히호에 부딪혀 침몰했다.
상품의 재장전을 피하기 위해 바이에른과 뷔르템베르크 증기선 행정부는 NOB와 함께 1867년에 기차 페리로 철도마차를 운송하기로 결정했다. "증기 페리 I"로 알려진 증기 페리는 프리드리히샤펜-로만스호른 노선에 사용되었다. 70m가 넘는 이 페리는 18개의 화물 마차를 수용할 수 있었지만 엄청난 석탄 소비량을 보였다. 1882년 퇴역 후 폐기되었다. "증기 페리 II"로 알려진 두 번째 페리는 1874년에 린다우와 로만스호른 사이에서 운영되기 시작했다.
1884년 플랫 데크 증기선 슈타트 취리히는 반 개인 증기선 취리히로 개조되었다. 1887년에 NOB는 새로 건조된 살롱 기선 헬베티아 III를 사용하여 클리퍼 활과 활 모양으로 센세이션을 일으켰다. 1892년에 혼합 증기/범선 젠티스가 슈타트 샤프하우젠을 대체했다. 혼합 증기/범선 St. Gotthard는 1897년 평갑판 증기선 슈타트 장크트갈렌으로 유사하게 대체되었다.
1902년 NOB의 국유화와 함께 전체 운송 회사는 스위스 연방 철도(SBB)로 이전되었다.

### 취리히호
1864년에 좌안 증기선 회사가 호르겐에 설립되었다. 1868년에 이전 취리히호-발렌호- 회사와 합병하여 취리히호 증기선 회사를 형성했다. 취리히호 좌안 철도의 시운전 직전에 NOB는 1875년 전체 선적선을 인수했다. NOB는 즉시 운영을 축소하여 경쟁 회사가 형성되었다. 취리히-마이렌-라퍼스빌 철도가 1894년에 운행을 시작했을 때, 기존의 선박은 6척의 선박인 헬베티아, 콘코르디아, 루크마니에, 성 고트하르트, 타우베 및 슈발베가 축소되었다.
1903년 NOB의 국유화와 함께 운송 작업은 아웃소싱되었다. 모든 공공 운송 서비스는 1902년 취리히호 해운 회사(ZDG)에 의해 인수되었다. NOB에서 인수한 외륜 및 스크류 증기선은 헬베티아를 제외하고 보다 현대적인 선박으로 대체되었다.
취리히 호수에서 단기간 운행하는 페리. NOB는 1885년 에셔 비스 & Cie가 제작한 이름 없는 기차 페리를 운영했다. 좌안의 볼리스호펜 환적 항구에서 취리호 우안 외티콘까지의 교통은 지역 외티콘 공장을 오가는 교통에만 실질적으로 독점적으로 사용되었다. 1894년 가을 취리히-마이렌-라퍼스빌 철도가 개통되면서 운행이 중단되었다.